# Helmut Klose
Helmut Klose (* 1904 auf Jankemühle; † 1987 Haslingfield, England) war Mitglied der Bruderschaft der Vagabunden.

## Leben
Helmut Klose wurde als zweites von sechs Kindern geboren. Seine Eltern waren der Müller Bernhard Klose auf der Lauschützer Mühle (Łužyski młyn), einem Wohnplatz von Schenkendöbern, und dessen Ehefrau Ferdinandine. Erstgeborene war Schwester Margarete (1903–1904), es folgten Ferdinandine Johanna Erna (* 28. Februar 1906) – sie erlebte ihren 100. Geburtstag in Neuzelle –, Gertrud (1909–1917), Bernhard (1911–1926) – er verunglückte tödlich –, und Kurt (1913 – Herbst 2005).
Helmut Klose betätigte sich als Schneider und Kundendichter. Als Landstreicher war er Mitglied der Bruderschaft der Vagabunden und gehörte später zur anarchosyndikalistischen Exilgruppe Deutsche Anarcho-Syndikalisten (DAS). 1930 wirkte er als Darsteller zusammen mit Gregor Gog in dem Film Der Vagabund mit.
Um den Säuberungsaktionen und dem damit verbundenen KZ-Aufenthalt zu entgehen, floh Klose 1933 nach London. Er wurde 1936 Kämpfer der Internationalen Brigaden und kam nach dem Spanischen Bürgerkrieg in das französische Internierungslager Camp de Gurs. Mit Hilfe eines deutschen Freundes gelangte er 1939 nach Cambridge, England. Als der Zweite Weltkrieg begann, wurde er auf der Isle of Man und später in Kanada interniert. Nach dem Krieg begann er in einem Labor in Cambridge zu arbeiten: seine Familie (vier Söhne), leben in England.
Im Jahr 2004 erhielt das Internationale Institut für Sozialgeschichte (IISG) Kopien der Papiere, die seine Schwester Erna Hollstein besaß. Sie wurden geordnet und kommentiert von ihren Töchtern und befassen sich mit seiner Jugend, seiner Familie und den Kontakten zu seiner Familie in der späteren DDR. Sein Schwager Karl Hollstein (* 1898, † 15. Mai 1946), Ernas Ehemann, kam 1945 in das Speziallager Ketschendorf, wo er verstarb.